# Ditomyia claripennis
Ditomyia claripennis är en tvåvingeart som beskrevs av Saigusa 1973. Ditomyia claripennis ingår i släktet Ditomyia och familjen hårvingsmyggor. Inga underarter finns listade i Catalogue of Life.